# Maximilian (Hohenzollern-Sigmaringen)

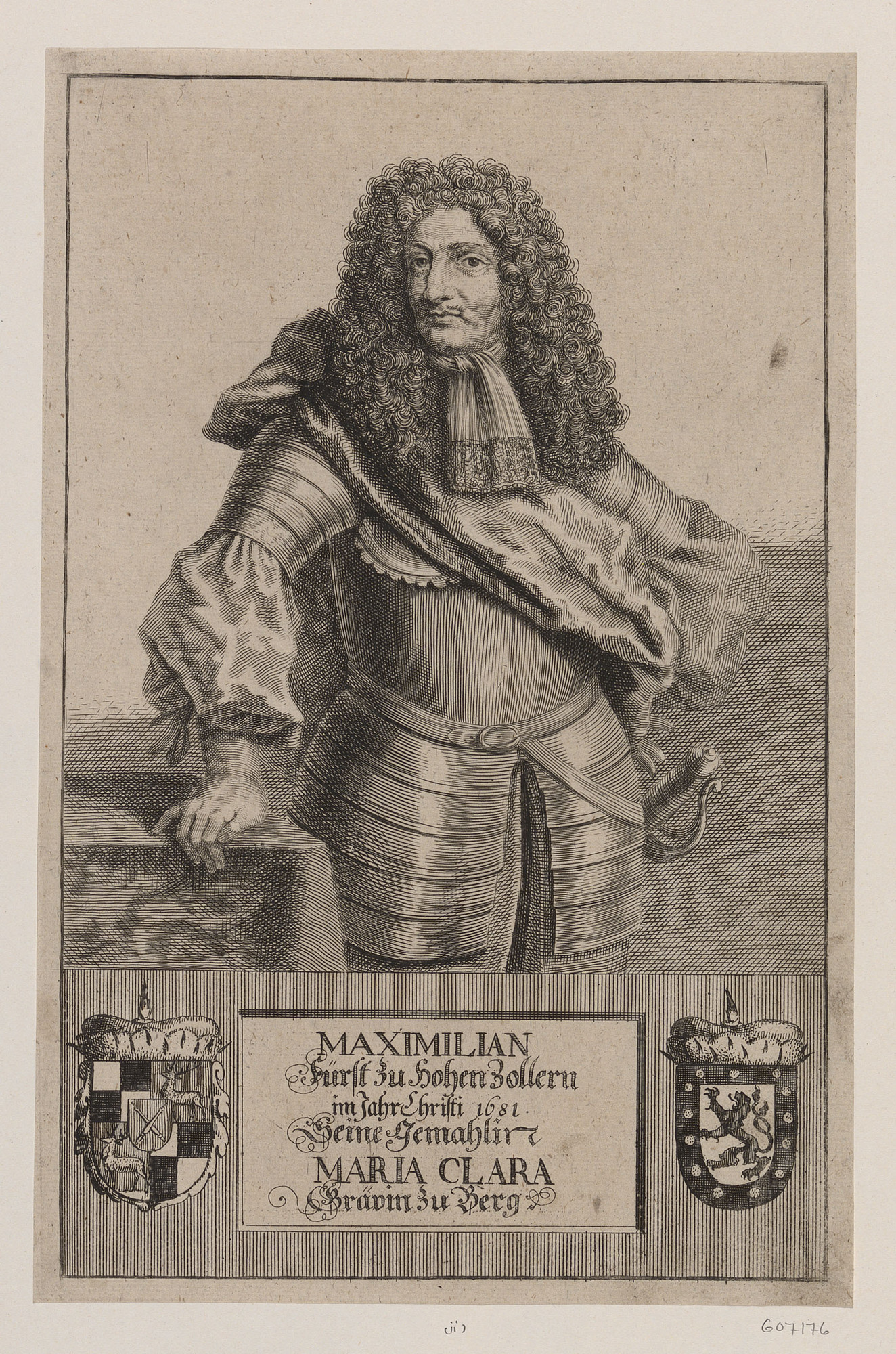
Maximilian (Hohenzollern-Sigmaringen)

Maximilian von Hohenzollern-Sigmaringen (* 20. Januar 1636; † 13. August 1689 in Sigmaringen) war von 1681 bis 1689 dritter Fürst von Hohenzollern-Sigmaringen.

## Leben
Maximilian war der Sohn des Fürsten Meinrad I. von Hohenzollern-Sigmaringen (1605–1681) aus dessen Ehe mit Anna Marie (1613–1682), Tochter des Freiherren Ferdinand von Törring zu Seefeld. Der Prinz wurde nach Kurfürst Maximilian I. von Bayern benannt. Sein Vater war bei der Geburt Maximilians im bayerischen Dienst.
Gemeinsam mit seinem jüngeren Bruder Franz Anton trat er in kaiserlich-österreichischen Dienst ein und befehligte ein Dragoner-Regiment. Er kämpfte ebenso wie Mitglieder der Linie Hohenzollern-Hechingen für Kaiser Leopold I. im 4. Österreichischen Türkenkrieg. Danach folgte eine Beteiligung im Holländischen Krieg gegen Frankreich, in welchem er ein Kommando in der Reichsarmee am Rhein erhielt. Nachdem 1675 der Frieden von Nimwegen geschlossen worden war, ging Maximilian nach Wien. Am 12. Januar 1666 hatte Maximilian in Boxmeer Maria Clara (1635–1715) geheiratet. Seine Ehefrau war Tochter des Grafen Albert van Berg s’Heerenberg und erbte nach dem Tod ihres Bruders Oswald III. 1702 die Grafschaft s’Heerenberg, welche somit den Hohenzollern zufiel. Zum niederländischen Erbe gehörten die Herrschaften Boxmeer, Bergh, Diksmuide, Gendringen, Etten, Wisch, Pannerden und Millingen.
1681 wurde Maximilian Regent eines verkleinerten Fürstentums Hohenzollern-Sigmaringen. Nach dem Tod seines Vaters erhielt sein Bruder Franz Anton den Haigerlocher Teil des Landes. Maximilian herrschte somit über ein Gebiet, das der bloßen früheren Grafschaft Sigmaringen entsprach. Der Fürst widmete sich diversen Bauvorhaben in der Stadt Sigmaringen und beim Schloss Sigmaringen.

## Ehe und Nachkommen
Aus der Ehe mit seiner Gattin Maria Clara gingen folgende Kinder hervor:
- Anna Maria (1666–1668)
- Maria Magdalena Klara (1668–1725), Nonne im Kloster Gnadenthal
- Maria Theresia Cleopha (1669–1731), Nonne in Buchau
- Meinrad II. Karl Anton (1673–1715), Fürst von Hohenzollern-Sigmaringen ⚭ 1700 Gräfin Johanna Katharina von Montfort (1678–1759)
- Franz Albert Oswald (1676–1748), Domherr in Köln
- Franz Heinrich (1678–1731), Domherr in Köln und Augsburg
- Karl Anton (1679–1684)
- Anton Sidonius (1681–1719), gefallen ⚭ 1712 Gräfin Maria Josepha von Verdenberg und Namiest (1687–1745)
- Johann Franz Anton (1683–1733), gefallen

⚭ 1. 1712 Maria Barbara Everhardt von Lichtenhaag
⚭ 2. Maria Antonia von und zu Fraunberg (* 1705)
- Maximilian Froben Maria (1685–1734), Mönch
- Karl (1687–1689)
- Friederike Christiane Maria (1688–1745) ⚭ 1718 Graf Sebastian von Montfort-Tettnang (1684–1728)